# Princeps senatus
Princeps senatus  — почётное обозначение первого человека в списке сенаторов в Древнем Риме.
Не имея никаких властных привилегий перед остальными сенаторами, принцепс мог высказывать своё мнение самым первым. Он также пользовался особым почётом среди других сенаторов и граждан.
Принцепс определялся цензорами в ходе составления списка сената. Первым в список помещался человек, прошедший через все ступени иерархии магистратур (cursus honorum). Отмечается, что практически все известные принцепсы сената — представители «старших родов» (лат. gentes maiores): Клавдиев, Корнелиев, Манлиев, Фабиев, Эмилиев. Чаще всего, принцепсом становился один из бывших цензоров. Тит Ливий упоминает существование обычая, на который в 209 году до н. э. Марк Корнелий Цетег указывал Публию Семпронию Тудитану: «первым в сенате ставить того, кто первый из ныне живущих сенаторов был в своё время цензором».
Наибольшее влияние принцепсы сената имели в конце III—II веках до н. э. (в частности, Квинт Фабий Максим Веррукоз и Публий Корнелий Сципион Африканский). В I веке до н. э. влияние принцепсов упало, и около 28 года до н. э. Октавиан Август назначил принцепсом сената сам себя. Впоследствии почётное обозначение принцепса было наделено новым смыслом и послужило важным элементом формирования императорской власти.

## Принцепсы сената
- с 220 до н. э. — Луций Корнелий Лентул Кавдин;
- с 214 до н. э. — Марк Фабий Бутеон;
- с 209 до н. э. — Квинт Фабий Максим Веррукоз;
- с 199 до н. э. — Публий Корнелий Сципион Африканский;
- с 184 до н. э. — Луций Валерий Флакк;
- с 179 до н. э. — Мамерк Эмилий Лепид;
- с 147 до н. э. — Публий Корнелий Сципион Назика Коркул;
- с 136 до н. э. — Аппий Клавдий Пульхр;
- с 131 до н. э. — Луций Корнелий Лентул Луп;
- с 125 до н. э. — Публий Корнелий Лентул;
- с 115 до н. э. — Марк Эмилий Скавр;
- с 86 до н. э. — Луций Валерий Флакк;
- с 70 до н. э. — Мамерк Эмилий Лепид Ливиан;
- 43 до н. э. — Марк Туллий Цицерон;
- с 28 до н. э. — Октавиан Август (назначил сам себя)